# Paul Brown (costumista)
Paul Brown (Cowbridge, 13 maggio 1960 – Crymych, 13 novembre 2017) è stato un costumista e scenografo britannico.
I suoi lavori più importanti sono stati quelli per i film Angeli e insetti, per il quale ricevette una candidatura all'Oscar per i costumi nel 1997, Una notte per decidere e Arancia rosso sangue.

## Filmografia

### Costumista

#### Cinema
- Angeli e insetti (Angels & insects), regia di Philip Haas (1995)
- Arancia rosso sangue (The Blood Oranges), regia di Philip Haas (1997)
- Una notte per decidere (Up at the Villa), regia di Philip Haas (2000)
- Lucia di Lammermoor, regia di Frank Zamacona (2009)
- Tosca, regia di Jonathan Haswell (2011)

#### Televisione
- Mitridate, re di Ponto, regia di Derek Bailey - film TV (1993)
- Tom Jones - film TV (1996)
- Falstaff, regia di Humphrey Burton - film TV (1999)
- Lucia di Lammermoor, regia di Andrea Dorigo - film TV (2003)
- Rigoletto, regia di Pietro D'Agostino - film TV (2004)
- The Metropolitan Opera HD Live - serie TV, episodio 3x5 (2008)
- Aida, regia di Felix Breisach - film TV (2009)
- Don Giovanni, regia di Peter Maniura - film TV (2010)

### Scenografo

#### Cinema
- Arancia rosso sangue (The Blood Oranges), regia di Philip Haas (1997)
- Una notte per decidere (Up at the Villa), regia di Philip Haas (2000)
- Lucia di Lammermoor, regia di Frank Zamacona (2009)
- Tosca, regia di Jonathan Haswell (2011)

#### Televisione
- Mitridate, re di Ponto, regia di Derek Bailey - film TV (1993)
- Tom Jones - film TV (1996)
- Pelléas et Mélisande, regia di Humphrey Burton - film TV (1999)
- Lucia di Lammermoor, regia di Andrea Dorigo - film TV (2003)
- Rigoletto, regia di Pietro D'Agostino - film TV (2004)
- The Metropolitan Opera HD Live - serie TV, episodio 3x5 (2008)
- Aida, regia di Felix Breisach - film TV (2009)
- Don Giovanni, regia di Peter Maniura - film TV (2010)

## Premi e riconoscimenti
Premio Oscar
- 1997 - Nomination Oscar per i migliori costumi per Angeli e insetti